# Mehdi Hasan
Mehdi Raza Hasan (ur. w lipcu 1979 w Swindon) – brytyjsko-amerykański dziennikarz telewizyjny i autor książek. Był prowadzącym programu The Mehdi Hasan Show nadawanego na platformie streamingowej Peacock od października 2020 roku i na MSNBC od lutego 2021 roku do odwołania programu w listopadzie 2023 roku. Podczas ostatniej transmisji 7 stycznia 2024 ogłosił, że opuszcza MSNBC.
Jest absolwentem Christ Church w Oksfordzie. Hasan rozpoczął swoją karierę telewizyjną jako analityk, a następnie producent w programie Jonathana Dimbleby'ego w ITV. Po występach w programie BBC The Politics Show został zastępcą producenta wykonawczego w programie śniadaniowym Sunrise telewizji Sky News, a następnie przeniósł się do Channel 4 jako redaktor wiadomości i spraw bieżących. W 2009 roku został mianowany starszym redaktorem ds. polityki w New Statesman. W 2012 roku został prezenterem Al Jazeera English, w 2015 roku przeniósł się do Waszyngtonu, aby pracować nad programem UpFront w pełnym wymiarze godzin dla Al Jazeera. Oprócz tego prowadził tam również programy The Café i Head to Head. W latach 2018–2020 prowadził podcast The Interce.
Hasan jest autorem książki Win Every Argument oraz współautorem biografii byłego lidera Partii Pracy Eda Milibanda. Był również redaktorem politycznym brytyjskiej edycji „The Huffington Post”.

## Wczesne życie i edukacja
Mehdi Hasan urodził się w Swindon jako syn szyickich muzułmanów z miasta Hajdarabad w Andhra Pradesh (obecnie Telangana) w południowych Indiach.
Hasan kształcił się prywatnie w dziennej szkole dla chłopców w Sandy Lodge w dystrykcie Three Rivers w Hertfordshire, w pobliżu Northwood. Następnia uczęszczał do Christ Church na Uniwersytecie Oksfordzkim, gdzie studiował interdyscyplinarny kierunek łączący filozofię, politykę i ekonomię, ukończył studia w 2000 roku.

## Kariera
Hasan pracował jako analityk, a następnie producent w programie Jonathana Dimbleby'ego w ITV, w międzyczasie mając krótki epizod pracy w BBC One przy programie The Politics Show. Następnie został zastępcą producenta wykonawczego w śniadaniowym programie Sunrise w telewizji Sky News, po czym przeniósł się do Channel 4 jako redaktor wiadomości i spraw bieżących. Został mianowany redaktorem ds. polityki w New Statesman późną wiosną 2009 roku, gdzie pozostał do maja 2012 roku, a następnie został dyrektorem politycznym strony internetowej „The Huffington Post”.
Hasan został prezenterem angielskiej wersji Al Jazeera w maju 2012 roku. Hasan pojawił się sześć razy w programie BBC Question Time oraz w niedzielnych porannych programach The Big Questions i Sunday Morning Live.
W 2013 roku Hasan wziął udział w debacie Oxford Union w której rozważano, czy islam jest religią pokojową. Hasan, który jest szyickim muzułmaninem nurtu Imamizmu bronił stanowiska o islamie jako religii pokoju, powołując się na polityczne i kulturowe przyczyny przemocy w krajach muzułmańskich zamiast obarczać odpowiedzialnością religię. W głosowaniu nad wnioskiem, izba stwierdziła wraz z Hasanem i innymi wnioskodawcami, że islam jest religią pokoju z 286 głosami za i 168 głosami przeciw.
Nagrywany w Oxford Union, Head to Head był programem angielskiej Al Jazeera, w którym Hasan przeprowadzał wywiady z osobami publicznymi; do grudnia 2014 powstały trzy serie. Od 2015 roku, pracując w pełnym wymiarze godzin dla sieci w Waszyngtonie, Hasan co tydzień przeprowadzał wywiad i prowadził program dyskusyjny.
Hasan rozpoczął podcast w 2018 roku zatytułowany Deconstructed, wyprodukowany przez stronę internetową dziennikarstwa śledczego The Intercept. Na antenie Hasan omawiał najnowsze tematy informacyjne i zapraszał gości. Tematy poruszane w podcaście to m.in. brutalność policji, brak równości, QAnon i aktywność Donalda Trumpa na Twitterze. Wśród znanych gości znaleźli się Noam Chomsky, Ilhan Omar i Bernie Sanders. 2 października 2020 roku Hasan ogłosił, że nie będzie już prowadził programu, ponieważ zostanie prowadzącym The Mehdi Hasan Show w nowym serwisie streamingowym NBC, Peacock. Program był nadawany od października 2020 roku. Wśród gości znaleźli się Mark Ruffalo, Jon Stewart, John R. Bolton, Keith Ellison, Ro Khanna, John Legend i Alexandria Ocasio-Cortez.
Hasan został naturalizowanym obywatelem Stanów Zjednoczonych 9 października 2020 roku, aby móc głosować w wyborach prezydenckich w 2020 roku.
W marcu 2021 roku program The Mehdi Hasan Show zaczął być nadawany na antenie MSNBC w każdą niedzielę wieczorem. Był także zastępcą gospodarza w programach MSNBC All In with Chris Hayes, The Rachel Meadow Show, The 11th Hour with Stephanie Ruhle i The Last Word with Lawrence O'Donnell.
Podczas wojny Izraela z Hamasem w 2023 roku MSNBC zlikwidowała programy Hasana i dwóch innych muzułmańskich nadawców, Aymana Mohyeldina i Alego Velshiego. NBC stwierdziło, że podjęte decyzje nie wynikały z religii gospodarzy. 30 listopada 2023 roku ogłoszono, że programy Hasana w MSNBC i Peacock dobiegną końca. Hasan ogłosił pod koniec swojego ostatniego programu w dniu 7 stycznia 2024, że opuści sieć.

## Poglądy

### Aborcja
Hasan bronił swoich antyaborcyjnych poglądów, pisząc: Chciałbym, aby moi koledzy lewicowcy i liberałowie spróbowali zrozumieć i uszanować poglądy tych z nas, którzy są pro-life w internetowym felietonie dla New Statesman z października 2012 roku. Hasan argumentował, że kwestia aborcji jest jedną z tych rzadkich kwestii politycznych, w których lewica i prawica wydają się zamieniać ideologiami: prawicowcy mówią o równości, prawach człowieka i obronie niewinnych, podczas gdy lewicowcy fetyszyzują wybór, egozim i nieokiełznany indywidualizm. Później wyraził żal, że wyraził się w taki sposób. Artykuł zyskał dużą popularność na Twitterze, a Hasan dyskutował na temat z Suzanne Moore w BBC Radio 4 w audycji Today.
Bloger Brendan O'Neill stwierdził, że zarówno Hasan, jak i jego przeciwnicy pro-choice podzielają instynkt paternalizmu, przekonanie, że zadaniem współczesnej lewicy jest opiekowanie się słabymi i niewielkimi tego świata. Tymczasem posłanka Partii Pracy, Diane Abbott stwierdziła, że każda feministka, która zasługuje na to miano, wie, że kontrola nad [naszymi] ciałami jest punktem zerowym dla każdego edukacyjnego, społecznego i ekonomicznego postępu, jaki kobiety osiągnęły w ostatnim stuleciu. Cristina Odone napisała: ...nie ma większej nietolerancji niż ta, którą wykazują tak zwani tolerancyjni liberałowie: zwolennicy pro-choice nie pozwolą na żadną dyskusję o aborcji, która kwestionuje status quo. Biedny Hasan zapuścił się na teren oznaczony jako tabu.
W serii tweetów z 2020 roku Hasan wyraził ubolewanie z powodu wyrażania w przeszłości obraźliwych i nieliberalnych poglądów na wszystko, od homoseksualizmu po aborcję i stwierdził, że nie są to już jego poglądy.

### Arabia Saudyjska
Hasan złożył kilka oświadczeń atakujących rząd Arabii Saudyjskiej i zakwestionował oświadczenie Donalda Trumpa, w którym stwierdził, że nie ma on żadnych interesów finansowych w tym kraju i określił ten zarzut jako fałszywy. Oświadczenie zostało zakwestionowane w eseju wideo Hasana opublikowanym przez The Intercept w październiku 2018 roku.
W lutym 2019 roku, podczas debaty zorganizowanej przez Intelligence Squared w Londynie, Hasan stwierdził, że Zachód powinien zerwać więzi z Arabią Saudyjską mówiąc:

Nadszedł czas, aby jasno powiedzieć, że Zachód musi zerwać swoje więzi z Arabią Saudyjską, zwłaszcza więzi wojskowe, eksport broni i bomb.

Komentarze zostały wygłoszone w odpowiedzi na zabójstwo Dżamala Chaszukdżiego, rzekomo zlecone przez księcia Arabii Saudyjskiej Muhammada ibn Salmana, a także za naruszenia praw człowieka, których według Hasana dopuszcza się Arabia Saudyjska. Hasan przeprowadził wcześniej wywiad z Chaszakudżim na temat wolności słowa w Arabii Saudyjskiej.

### Kontrowersje
Podczas kazania wygłoszonego w 2009 roku, cytując werset Koranu, Hasan użył terminów „bydło” i „ludzie bez inteligencji”, aby opisać niewierzących. W innym kazaniu użył terminu „zwierzęta” na określenie niemuzułmanów. W 2019 roku Mehdi przeprosił za te wypowiedzi i nazwał je „głupimi”, „grubiańskimi” i „obraźliwymi”.

## Nagrody
W styczniu 2014 roku Hasan otrzymał nagrodę Services to Media podczas British Muslim Awards. W 2017 roku otrzymał tytuł European Young Leader od brukselskiego think tanku Friends of Europe.
W 2019 roku Hasan zdobył nagrodę Sigma Delta Chi przyznawaną przez Society of Professional Journalists za publicystykę internetową.

## Wybrane dzieła
- Wraz z Jamesem Macintyre. Ed: The Milibands and the making of a Labour leader, London, Biteback Publishing, 2011. ISBN 978-1-84954-102-2
- Summer of Unrest: The Debt Delusion: Exposing ten Tory myths about debts, deficits and spending cuts, Vintage Digital, 28 lipca 2011.
- Win Every Argument: The Art of Debating, Persuading, and Public Speaking. Henry Holt and Co. 2023. ISBN 9781250853479